# Saint-Pont
Saint-Pont är en kommun i departementet Allier i regionen Auvergne-Rhône-Alpes i de centrala delarna av Frankrike. Kommunen ligger  i kantonen Escurolles som ligger i arrondissementet Vichy. År 2022 hade Saint-Pont 692 invånare.

## Befolkningsutveckling
Antalet invånare i kommunen Saint-Pont
Referens: INSEE